# Orașu Nou
Orașu Nou (Avasújváros en hongrois) est une commune roumaine du județ de Satu Mare, dans la région historique de Transylvanie et dans la région de développement du Nord-ouest.

## Géographie
La commune d'Orașu Nou est située dans l'est du județ, à la limite avec le județ de Maramureș, dans la vallée de la Tarna et la dépression du pays Oaș, à 12 km au sud-ouest de Negrești-Oaș et à 35 km à l'est de Satu Mare, le chef-lieu du județ.
La municipalité est composée des sept villages suivants (population en 2002) :
- Orașu Nou (1 908), siège de la commune ;
- Orașu Nou-Vii (450) ;
- Prilog (676) ;
- Prilog-Vii (353) ;
- Racșa (2 593) ;
- Racșa-Vii (297) ;
- Remetea Orașului (585).

## Histoire
La première mention écrite du village d'Orașu Nou date de 1270. Le village de Priulog est lui aussi cité à cette date tandis que la première citation de Remetea Orașului date de 1335 et celle de Racșa de 1493.
La commune, qui appartenait au royaume de Hongrie, faisait partie de la principauté de Transylvanie et elle en a donc suivi l'histoire.
En 1717, le village a été détruit lors des dernières invasions tatares.
Après le compromis de 1867 entre Autrichiens et Hongrois de l'empire d'Autriche, la principauté de Transylvanie disparaît et, en 1876, le royaume de Hongrie est partagé en comitats. Orașu Nou intègre le comitat de Szatmár (Szatmár vármegye).
À la fin de la Première Guerre mondiale, l'Empire austro-hongrois disparaît et la commune rejoint la Grande Roumanie au traité de Trianon.
En 1940, à la suite du deuxième arbitrage de Vienne, elle est annexée par la Hongrie jusqu'en 1944, période durant laquelle sa communauté juive est exterminée par les nazis. Elle réintègre la Roumanie après la Seconde Guerre mondiale au traité de Paris en 1947.

## Politique
Le conseil municipal d'Orașu Nou compte 15 sièges de conseillers municipaux. À l'issue des élections municipales de juin 2008, Toma Baka (PSD) a été élu maire de la commune.
| Parti                                      | Nombre de conseillers |
| ------------------------------------------ | --------------------- |
| Parti social-démocrate (PSD)               | 8                     |
| Union démocrate magyare de Roumanie (UDMR) | 3                     |
| Parti civique hongrois                     | 3                     |
| Parti démocrate-libéral (PD-L)             | 1                     |

## Religions
En 2002, la composition religieuse de la commune était la suivante :
- Chrétiens orthodoxes, 59,07 % ;
- Réformés, 32,97 % ;
- Grecs-Catholiques, 2,18 % ;
- Pentecôtistes, 1,96 % ;
- Catholiques romains, 1,10 %.

## Démographie
En 1910, à l'époque austro-hongroise, la commune avait une majorité hongroise et comptait 2 877 Hongrois (54,92 %), 2 348 Roumains (44,82 %) et 10 Allemands (0,19 %),.
En 1930, la situation s'est inversée après le départ de nombreux Hongrois à la suite de la défaite de 1918, on dénombrait 3 188 Roumains (52,69 %), 2 525 Hongrois (41,73 %) et 315 Juifs (5,21 %).
En 1956, après la Seconde Guerre mondiale, 4 209 Roumains (57,30 %) côtoyaient 3 082 Hongrois (41,96 %), 37 Tsiganes (0,50 %) et seulement 14 Juifs (0,19 %).
En 2002, la commune comptait 4 349 Roumains (63,37 %), 2 370 Hongrois (34,53 %) et 136 Tsiganes (1,98 %). On comptait à cette date 2 282 ménages.
| 1880  | 1890  | 1900  | 1910  | 1920  | 1930  | 1941  | 1956  | 1966  |
| ----- | ----- | ----- | ----- | ----- | ----- | ----- | ----- | ----- |
| 3 541 | 4 101 | 4 700 | 5 239 | 5 056 | 6 051 | 6 428 | 7 345 | 7 570 |

| 1977  | 1992  | 2002  | 2007  | - | - | - | - | - |
| ----- | ----- | ----- | ----- | - | - | - | - | - |
| 7 267 | 7 327 | 6 862 | 6 821 | - | - | - | - | - |

## Économie
L'économie de la commune repose sur l'agriculture (vignes). Le lac de retenue de Mujdeni est un atout touristique et le but de promenade de nombreux habitants de Satu Mare.

## Communications

### Routes
Orașu Nou est située au carrefour de la route nationale DN19 Satu Mare-Negrești-Oaș-Sighetu Marmației avec la route régionale DJ109I qui mène vers Seini au sud, dans le județ de Maramureș et la route régionale DJ109K qui rejoint au nord la commune de Călinești-Oaș.

### Voies ferrées
Orașu Nou est desservie par la ligne de chemin de fer Satu Mare-Bixad.

## Lieux et monuments
- Orașu Nou, musée ethnographique local installé dans une vieille maison paysanne[10].

- Prilog, église orthodoxe de la naissance de la Vierge (Nasterea Maicii Domnului) construite entre 1855 et 1864, classée Monument historique[11].

- Racșa, église orthodoxe de la Dormition de la Vierge (Adormirea Maicii Domnului), construite en 1858, classée monument historique[11].

- Racșa, église grecque-catholique de l'Assomption (Adormirea Preacuratei), datant de 1864[11].